# Xiaoyuan
Xiaoyuan (chinesisch 小宛, Pinyin Xiǎoyuān) war ein kleiner, südlich der südlichen Route der Seidenstraße gelegener Staat in der südlichen Gebirgsgegend des heutigen Kreises Qarqan (Qiemo) in der chinesischen Autonomen Region Xinjiang, genau konnte sein Gebiet nicht lokalisiert werden. In der Zeit der Han-Dynastie zählte er 1050 Menschen und unterhielt 200 Soldaten. Sein Hauptort war Yuling (扜零城). Er war eines der Sechsunddreißig Reiche der Westlichen Regionen (Xiyu).